# 霍亨索倫的奧古斯塔·維多利亞
霍亨索倫的奧古斯塔·維多利亞公主（德語：Auguste Viktoria, Prinzessin von Hohenzollern，1890年8月19日—1966年8月29日）是德国霍亨索伦的公主和末代葡萄牙王后。
1913年，奧古斯塔·維多利亞嫁给已在1910年10月5日革命中被推翻的曼努埃尔二世。两人没有孩子，曼努埃尔也在1932年去世。